# 아파치 HBase
아파치 HBase(Apache HBase)는 하둡 플랫폼을 위한 공개 비관계형 분산 데이터베이스이다. 구글의 빅테이블(BigTable)을 본보기로 삼았으며 자바로 쓰여졌다. 아파치 소프트웨어 재단의 아파치 하둡 프로젝트 일부로서 개발되었으며 하둡의 분산 파일 시스템인 HDFS위에서 동작을 한다. 대량의 흩어져 있는 데이터 저장을 위한 무정지 방법을 제공하는 구글의 빅테이블과 비슷한 기능을 한다.
HBase는 압축, 인메모리 처리, 초기 빅테이블에 제시되어 있는 Bloom 필터 기능을 제공한다. HBase에 있는 테이블들은 하둡에서 동작하는 맵리듀스 작업을 위한 입출력을 제공하며 자바 API나 REST, Avro 또는 Thrift 게이트웨이를 통하여 접근할 수 있다.
HBase는 기존의 SQL 데이터베이스를 직접적으로 대체하지는 않지만 페이스북의 메시징 플랫폼과 같은 데이터를 많이 사용하는 웹사이트에서 사용된다.

## 같이 보기
- 몽고DB
- 아파치 스쿱
- 아파치 주키퍼
- 아파치 피그
- 아파치 하이브
- 아파치 카산드라
- 하둡
- Apache Accumulo
- Hypertable
- NoSQL